# Арто Толса Арена
«Арто Толса Арена» (фін. Arto Tolsa Areena) — футбольний стадіон у місті Котка, Фінляндія, домашня арена ФК «КТП».
Стадіон побудований та відкритий у 1952 році у рамках підготовки до Літніх Олімпійських ігор, які того ж року пройшли у Гельсінкі. Протягом 1952—2000 років носив назву «Коткан ургейлюкескус», що з фінської означає «Спортивний центр Коткана». У 2000 році здійснено реконструкцію арени, після чого їй присвоєно ім'я Арто Толси, легендарного фінського футболіста. У 2006 та 2015 роках стадіон реконструйований. Має потужність 4 780 глядачів.